# Heinrich-Schneider-Brücke
Die Heinrich-Schneider-Brücke ist eine Fußgänger- und Fahrradbrücke, die die Wege auf den Deichen der Werre bei Löhne miteinander verbindet.
Die Brücke wurde im Vorfeld  der Landesgartenschau Bad Oeynhausen/Löhne 2000 gebaut. Während des Baus hieß sie Börstel-Brücke nach einem nahegelegenen Weg, nach ihrer Fertigstellung wurde sie nach Heinrich Schneider benannt, der von 1969 bis zu seinem Tod 1992 Bürgermeister von Löhne war.
Nicht weit von ihr wurde inzwischen die Verzweigung der Autobahn A 30 an der Ausfahrt 31 Gohfeld mit der B 611 und der L 777 gebaut.
Die von Schlaich Bergermann Partner und dem Architekten Claus Bury entworfene Brücke ist 86 m lang, 3,5 m breit und hat drei Felder von 25 + 20 + 35 m Länge. Sie ist eine seltene Kombination aus einer Spannbandbrücke und einer weitgespannten Bogenbrücke. Eine reine Spannbandbrücke hätte in dem flachen Gelände zu weit durchgehangen, ein Mittelpfeiler hätte im Wasser gestanden. Deshalb wird die Mitte des Fahrbahnträgers durch einen flachen Betonbogen gestützt. Zwischen seinem Scheitel und den Widerlagern sind zwei 40 cm breite Stahlbänder gespannt, die mit vorgefertigten Spannbetonplatten belegt und verschraubt wurden.